# 乃木希次
乃木 希次（のぎ まれつぐ ）は、日本の武士（長府藩士）。乃木希典の父。
石高は初め80石、後に150石。一時期50石に減俸。小笠原流の松岡辰方（清助）門人。のちの長州藩主毛利定広の正室・銀姫の守役や、藩の諸礼法師範、藩校敬業館の講師を勤める。

## 経歴
文化2年（1805年）、乃木宗家の分家である長州藩士・乃木希建の4男として誕生。母は小田原藩士野村利久（才右衛門）の娘。なお、分家の乃木家も侍医の家であった。
文化6年（1809年）、本家である乃木周久（隆玄）の養子になっていた兄希幸（惣吉）の死去に伴い、その養子となって乃木本家を相続する。文化13年2月28日（1816年）、深川三十三間堂の通し矢を射、これを賞した藩主毛利元義の命により藩医を解かれ、禄高80石の御馬廻に編入される。
後に毛利元運の娘、銀姫の守役となり、安政5年（1858年）1月の銀姫と長州藩養嗣子定広との婚礼一切を取り仕切る。同年2月、政務に関する建白書を提出したことで藩主の忌諱に触れ、帰藩を命じられる。同年12月、長府外浦に到着し、閉門100日と50石への減禄を命じられる。
閉門が解かれて後、100石を給されて再仕し、長府藩藩校の敬業館で藩主毛利元周の養子毛利元敏とその実弟毛利元功に礼法及び武芸を授ける。元敏、元功兄弟が長州藩藩校の明倫館に移った際に同行している。慶応元年（1865年）、藩首脳部と対立して切腹した泉十郎の処置に立腹した長府藩報国隊の桂弥一が脱藩して吉田駐屯の奇兵隊に投じた際、説得して帰藩させている。
明治7年（1874年）に家族とともに東京に戻り、東京の乃木家と同居。明治10年（1877年）10月31日、東京で死去。

## 家族
- 実祖父 - 希和（道伯、長州藩士の乃木氏祖）
- 養祖父 - 周久（龍玄、長府藩士、文化2年に死去）
- 実父 - 希健（次郎左衛門、長州藩士、天保4年に死去）
- 養父 - 希幸（惣吉、長府藩士、文化6年に9歳で死去）
- 妻 - 秀（先々代乃木本家当主の乃木周久の次女、離婚）
- 後妻 - 寿子（常陸国土浦藩士長谷川金大夫の娘、明治29年12月27日に死去）
- 子
  1. 乃木信通（秀との子、通称は源太郎、毛利元周の近習役。嘉永2年（1849年）に23歳で死去）
  2. 乃木次郎（寿子との子、早死）　　　
  3. 乃木希典（寿子との子）　　　　
  4. キネ（寿子との子、幼少期に小笠原家へ養子となる）
  5. 玉木正誼（眞人、寿子との子、乃木家分家の長州藩士玉木文之進《本名は正韞》の養子になる）
  6. イネ（寿子との子、長谷川家の嫁ぐ）
  7. 大館集作（寿子との子、長府藩士大館甚五左衛門の養子になる）

## 人物 、逸話
- 長府藩士の乃木家は、天和2年（1682年）に先祖の乃木傳庵が毛利綱元に侍医として仕えて以来、代々江戸定府の侍医であったが、希次は医学を好まず、幼少より文武の学を修め、弓馬術（流鏑馬）に長じていたという。
- 故実家で小笠原流礼法の大家である久留米藩士松岡辰方の門人となって、その高足となる。辰方死去後、その嗣子の松岡明義を希次が指導したという。
- 帰藩を命じられた際に改易を覚悟したが、結局、減禄と閉門で済んだため、平素信仰していた王子稲荷神社の加護であるとして感泣したという。
- 閉門の刑期満了後、当時痔疾に苦しんでいた希次は一時菅野清右衛門の家に僑居していたが、希次の回復後に城下の横枕小路にある江木傳右衛門の邸宅を25両で購入して、そこに移る。現在、この邸宅は長府の有志者によって保存されている。
- 性格は剛毅厳格で、古武士の風格を備えていたという。また、長州藩士の大組士で、分家筋である玉木家とは代々交流があったが、玉木文之進と希次とは5歳しか歳が離れていない上に、性格も似ていたので平素互いに推服していたという。